# WOW货运联盟
WOW貨物聯盟（WOW Cargo Alliance）是一個全球性的貨物聯盟。其成员包括北歐貨運航空和新加坡貨運航空。WOW聯盟與天合聯盟貨運競爭。

## 歷史

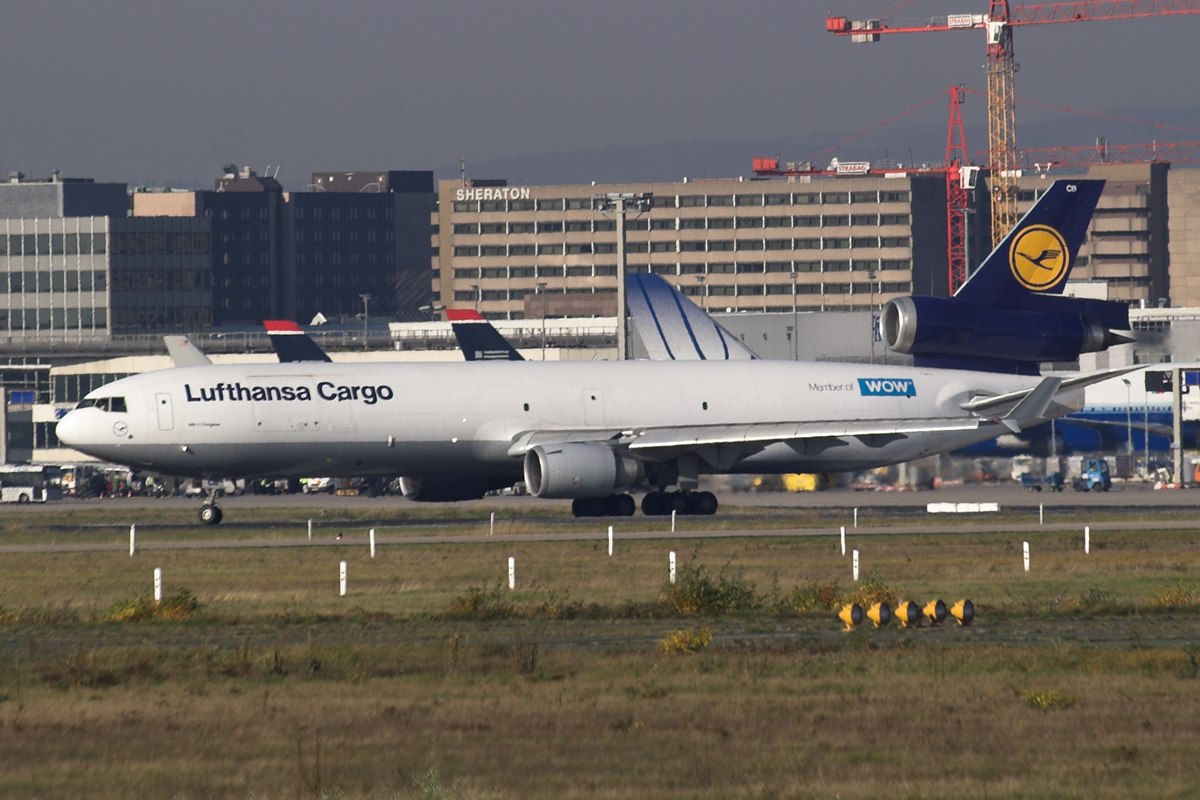
汉莎货运航空的MD11

- WOW貨物聯盟於2000年由北歐貨物集團、汉莎货运航空和新加坡航空貨運建立。
- 2002年日航貨運加入聯盟，但於2010年因日航申請破產保護而宣佈退出。
- 2009年汉莎货运航空退出WOW货运联盟。